# Cmentarz Centralny w Bogocie
Cmentarz Centralny w Bogocie – główny i najbardziej znany cmentarz Kolumbii. Znajdują się na nim groby bohaterów narodowych, poetów i byłych prezydentów. Został ogłoszony miejscem pamięci narodowej w 1984 roku. Niektóre rzeźby są dziełem Teneraniego i Sighinolfiego.

## Historia
Projekt cmentarza przygotował po trzęsieniu ziemi w 1785 roku hiszpański inżynier i wojskowy Domingo Esquiaqui.  Burmistrz Buenaventura Ahumada Gutiérrez poprosił w 1822 roku Cabildo o udostępnienie gruntów pod budowę. Budową, która została ukończona w 1836 roku przez Pío Domíngueza i Nicolása Leóna. Ze względu na swoje historyczne znaczenie, wartość architektoniczną i kulturową został dekretem 2390 z dnia 26 września 1984 roku uznany za pomnik narodowy. Znalazły się tu nagrobki wykonane przez znanych rzeźbiarzy, takich jak Pietro Tenerani i Césare Sighinolfi. 